# ATP Challenger Acapulco-2
Das ATP Challenger Acapulco-2 (offizieller Name Acapulco Tenis Open) war ein zwischen 2002 und 2024 stattfindendes Tennisturnier in Mexiko. Zunächst fand es in der Stadt León statt, ehe es 2024 nach Acapulco umzog. Es war Teil der ATP Challenger Tour und wurde im Freien auf Hartplatz ausgetragen.

## Siegerliste
Erfolgreichster Spieler des Turniers ist Bobby Reynolds mit zwei Siegen im Doppelbewerb und einem Sieg im Einzelbewerb. Rajeev Ram gewann drei Titel in der Doppelkonkurrenz. Als erster Spieler gewann Giovanni Mpetshi Perricard zweimal den Einzelwettbewerb.

### Einzel
| Jahr                         | Sieger                         | Finalgegner         | Ergebnis          |
| ---------------------------- | ------------------------------ | ------------------- | ----------------- |
| 2024                         | Giovanni Mpetshi Perricard (2) | Adam Walton         | 6:3, 6:3          |
| 2023                         | Giovanni Mpetshi Perricard (1) | Juan Pablo Ficovich | 6:75, 7:66, 7:63  |
| 2020–2022: nicht ausgetragen |                                |                     |                   |
| 2019                         | Blaž Rola                      | Liam Broady         | 6:4, 4:6, 6:3     |
| 2018                         | Christopher Eubanks            | John-Patrick Smith  | 6:4, 3:6, 7:64    |
| 2017                         | Adrián Menéndez                | Roberto Quiroz      | 6:4, 3:6, 6:3     |
| 2016                         | Michael Berrer                 | João Souza          | 6:3, 6:2          |
| 2015                         | Austin Krajicek                | Adrián Menéndez     | 6:73, 7:65, 6:4   |
| 2014                         | Rajeev Ram                     | Sam Groth           | 6:2, 6:2          |
| 2013                         | Donald Young                   | Wang Yeu-tzuoo      | 6:2, 6:2          |
| 2012                         | Denis Zivkovic                 | Rajeev Ram          | 7:65, 6:4         |
| 2011                         | Bobby Reynolds                 | Andre Begemann      | 6:3, 6:3          |
| 2010                         | Santiago González              | Michał Przysiężny   | 3:6, 6:1, 7:5     |
| 2009                         | nicht ausgetragen              | nicht ausgetragen   | nicht ausgetragen |
| 2008                         | Bruno Echagaray                | Ricardo Mello       | 6:0, 3:6, 7:66    |
| 2007                         | nicht ausgetragen              | nicht ausgetragen   | nicht ausgetragen |
| 2006                         | Phillip Simmonds               | Dick Norman         | 3:6, 7:64, 6:2    |
| 2005                         | Jo-Wilfried Tsonga             | Glenn Weiner        | 7:5, 7:5          |
| 2004                         | Jeff Salzenstein               | Wesley Moodie       | 6:3, 3:6, 7:5     |
| 2003                         | Alex Bogomolow                 | George Bastl        | 7:64, 6:73, 6:4   |
| 2002                         | Alexander Waske                | Ivo Heuberger       | 7:67, 6:710, 6:2  |

### Doppel
| Jahr                         | Sieger                                              | Finalgegner                               | Ergebnis          |
| ---------------------------- | --------------------------------------------------- | ----------------------------------------- | ----------------- |
| 2024                         | Rithvik Choudary Bollipalli Niki Kaliyanda Poonacha | Luke Johnson Skander Mansouri             | 7:64, 7:5         |
| 2023                         | Aziz Dougaz Antoine Escoffier                       | Maximilian Neuchrist Michail Pervolarakis | 7:65, 3:6, [10:5] |
| 2020–2022: nicht ausgetragen |                                                     |                                           |                   |
| 2019                         | Lucas Miedler Sebastian Ofner                       | Matt Reid John-Patrick Smith              | 4:6, 6:4, [10:6]  |
| 2018                         | Gonzalo Escobar Manuel Sánchez                      | Bradley Mousley John-Patrick Smith        | 6:4, 6:4          |
| 2017                         | Leander Paes Adil Shamasdin                         | Luca Margaroli Caio Zampieri              | 6:1, 6:4          |
| 2016                         | Santiago González (2) Mate Pavić                    | Sam Groth Leander Paes                    | 6:4, 3:6, [13:11] |
| 2015                         | Austin Krajicek Rajeev Ram (3)                      | Guillermo Durán Horacio Zeballos          | 6:2, 7:5          |
| 2014                         | Sam Groth Chris Guccione (2)                        | Marcus Daniell Artem Sitak                | 6:3, 6:4          |
| 2013                         | Chris Guccione (1) Matt Reid                        | Purav Raja Divij Sharan                   | 6:3, 7:5          |
| 2012                         | John Peers John-Patrick Smith                       | César Ramírez Bruno Rodríguez             | 6:3, 6:3          |
| 2011                         | Rajeev Ram (2) Bobby Reynolds (2)                   | Andre Begemann Chris Eaton                | 6:3, 6:2          |
| 2010                         | Santiago González (1) Vasek Pospisil                | Kaden Hensel Adam Hubble                  | 3:6, 6:3, [10:8]  |
| 2009                         | nicht ausgetragen                                   | nicht ausgetragen                         | nicht ausgetragen |
| 2008                         | Travis Parrott Filip Polášek                        | Brendan Evans Alex Kuznetsov              | 6:4, 6:1          |
| 2007                         | nicht ausgetragen                                   | nicht ausgetragen                         | nicht ausgetragen |
| 2006                         | Juan Manuel Elizondo Miguel Gallardo Valles (1)     | Dawid Olejniczak Alexander Satschko       | 6:3, 6:4          |
| 2005                         | Jeff Coetzee Mark Merklein                          | Jason Marshall Huntley Montgomery         | 6:4, 4:6, 6:3     |
| 2004                         | Bruno Echagaray Miguel Gallardo Valles              | Frédéric Niemeyer Tripp Phillips          | 6:4, 7:61         |
| 2003                         | Ota Fukárek (2) Jordan Kerr                         | Alex Bogomolow Alejandro Hernández        | 4:6, 6:3, 6:4     |
| 2002                         | Noam Behr Ota Fukárek (1)                           | Yves Allegro Alexander Waske              | 7:66, 6:3         |